# 송지면
송지면(松旨面)은 대한민국 전라남도 해남군의 면이다.

## 행정 구역
- 가차리(加次里)
- 군곡리(郡谷里)
- 금강리(今江里)
- 마봉리(馬峰里)
- 미야리(美也里)
- 산정리(山亭里)
- 서정리(西亭里)
- 소죽리(小竹里)
- 송호리(松湖里)
- 어란리(於蘭里)
- 우근리(右近里)
- 통호리(桶湖里)
- 학가리(鶴加里)
- 해원리(海元里)

## 관광 명소
- 땅끝마을
- 땅끝해양자연사박물관
- 미황사
- 송호해변
- 사구미해변

## 학교
| 학교명                  | 소재지                        | 비고        |
| ----------------------- | ----------------------------- | ----------- |
| 송지초등학교            | 송지면 산정1길 101 (산정리)   |             |
| 서정초등학교            | 송지면 달마로 524 (서정리)    |             |
| 군곡초등학교            | 송지면 군곡길 139 (군곡리)    | 2011년 폐교 |
| 송호초등학교            | 송지면 송호길 5 (송호리)      |             |
| 송호초등학교 통호분교   | 송지면 중대동길 5-4 (통호리)  | 1998년 폐교 |
| 어란진초등학교          | 송지면 어란로 441 (어란리)    |             |
| 어란진초등학교 어불분교 | 송지면 어불길 50-7 (어란리)   |             |
| 송지중학교              | 송지면 미야길 156 (미야리)    |             |
| 송지고등학교            | 송지면 미야길 158-16 (미야리) |             |